# Väljaküla (Peipsiääre)
Väljaküla is een plaats in de Estlandse gemeente Peipsiääre, provincie Tartumaa. De plaats heeft de status van dorp (Estisch: küla) en telt 24 inwoners (2021).
Tot in oktober 2017 hoorde Väljaküla bij de gemeente Alatskivi. In die maand werd Alatskivi bij de gemeente Peipsiääre gevoegd.
Op het grondgebied van Väljaküla ligt de bron van de rivier Alatskivi jõgi, die tussen Pusi en Rootsiküla in het Peipusmeer uitmondt.

## Geschiedenis
Op het landgoed van Kockora (Kokora) lag een veehouderij met de naam Louisenhof, die voor het eerst genoemd werd in 1796. In het begin van de 20e eeuw werd de naam veranderd in Feldhof. De Estische naam was Välja. Na de onteigening van het landgoed Kockora in 1919 verdween ook Feldhof. In 1945 kreeg een groep boerderijen in het gebied dat vroeger Feldhof was de status van dorp. Het dorp kreeg de naam Väljaküla (‘dorp Välja).
Tussen 1977 en 1997 maakte Väljaküla deel uit van het buurdorp Tõruvere.